# Ogam
L'escriptura ogàmica, ogam o ogum (en irlandès i anglès, ogham) és un sistema de signes alfabètic utilitzat per a representar gràficament les llengües irlandesa i picta en pedra i altres materials durs, en la seua majoria entre els anys 400 i 600 de l'era comuna.
En la seua forma més simple, consta de quatre grups de traços o osques; cada conjunt inclou cinc lletres estructurades a partir d'una fins a cinc marques, i se'n creen així vint grafies. Un cinqué grup de cinc símbols anomenat forfeda ('lletres addicionals'), degué ser-ne un desenvolupament posterior.
La majoria de les inscripcions són curtes i consten només de noms. Dels més de 400 epígrafs coneguts, al voltant de 330 són d'Irlanda. Se n'ha trobat també, però, en regions angleses centrals, com Coventry, reforçant la idea d'intercanvi cultural i econòmic durant el primer mil·lenni.

## Orígens i ús
L'origen de l'alfabet ogam és atribuït, en El llibre de Ballymote, un manuscrit medieval irlandés, a “Ogma, Cara de Sol, fill de Brees”, un dels déus goidèlics (irlandesos) més antics. D'acord amb Llucià (segle ii EC) Ogma era representat com Hèrcules, amb un mall i una capa de pell de lleó.

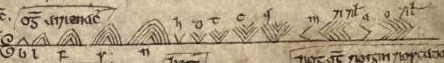
El llibre de Ballymote

Hi ha diverses versions de l'alfabet, amb variació en el nombre de lletres. Macalister suggereix que aquesta versió, amb les lletres extres, és semblant a un alfabet que ell considera anterior, amb influència semita, en què s'escriu de dreta a esquerra, de l'alfabet grec. Aquest alfabet, conegut com el Fornello-Cerveteri, es troba en un parell d'exemples en ceràmiques italianes del segle v aC.
La pregunta seria si els alfabets ogam són anteriors o no a aquest. Macalister pensa que no, però Graves no hi està d'acord. Al seu parer, hi ha diversos factors que en suggereixen una antiguitat major. Primer: l'ordre de les lletres és diferent entre l'ogam i el grec, i segurament, si l'ogam fos derivat del grec, l'ordre seria el mateix o molt semblant. Segon, les lletres extres s'acumulen al final de l'alfabet ogam i es representen amb símbols molt diferents als de la resta de l'ogam (vegeu més a baix). Els sons que aquestes lletres semblen representar serien sons apareguts més tard en l'evolució del celta. Per exemple, hi ha una lletra per al so P, mentre que la resta de l'alfabet ogam sembla celta-Q, que hi és anterior. Així doncs, aquestes lletres extres fan l'efecte de ser afegits d'un altre abecedari (el grec?) a fi de representar alguns sons nous i simplement agregades a un alfabet ja existent.
Si fos així, l'alfabet ogam seria anterior al segle v aC. D'aquesta època, però, no es coneix cap exemple escrit.
Això es podria deure a la manera en què l'alfabet s'usava. Juli Cèsar (en Guerra de les Gàl·lies) diu que els druides usaven l'alfabet llatí o grec fins i tot en els seus escrits sagrats per “temor que (el d'ells) arribara a vulgaritzar-se i que la memòria dels savis (o estudiosos) decaiguera”. D'acord amb Graves, Macalister “demostra que l'ogam mai s'usà en inscripcions públiques fins que el druidisme començà a declinar”.
Sembla que els missatges en aquest llenguatge es consideraren una cosa molt reservada. Els exemples que coneixem d'ogam (vint lletres ordenades en cinc grups de quatre) suggereixen que s'usaven per poder comunicar-se secretament fins i tot en públic, assignant valors representatius a certes posicions o gests, per exemple, de les mans o dits. En cròniques celtes posteriors (com ara, el Llibre de Ballymote o el Llibre de Taliesin) es fan referències a Cos-ogham (ogam de la cama) i Sron-ogham (ogam del nas), que suggereixen que tal ús no es restringia a la mà o els dits.

## Representació gràfica de l'alfabet

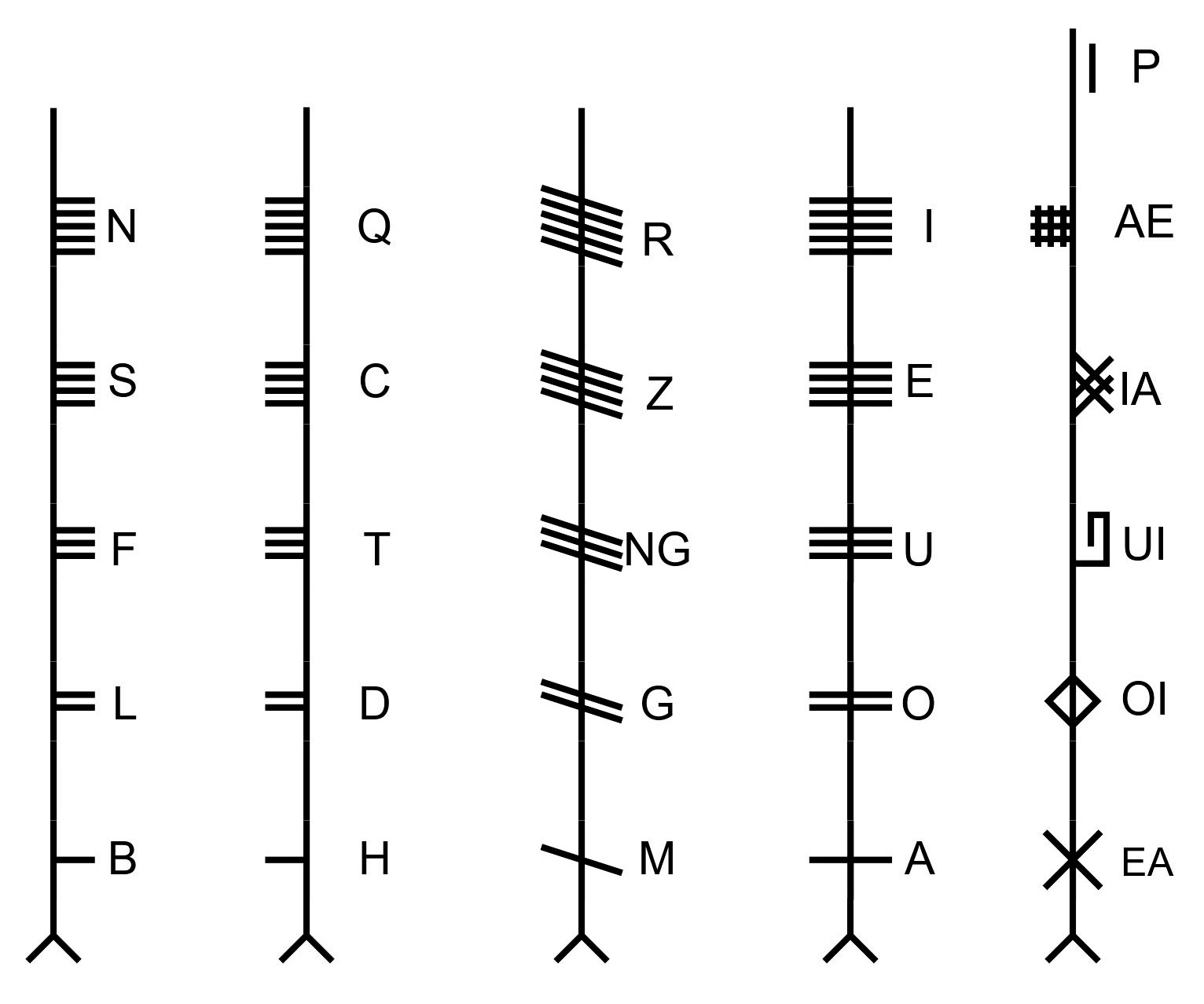
Representació gràfica de l'alfabet ogam

Aquesta representació és estàndard, però generalment és a l'inrevés: les primeres lletres són: B, L, N, etc. (per això alguns l'anomenen Bethluisnion en lloc d'abecedari).
El nom de les lletres correspon en general a noms d'arbres. Com a conseqüència, és també anomenat "alfabet dels arbres". Segons Robert Graves, açò es deu al fet que el sistema d'escriptura ogam es basava en una sèrie de ressonàncies i correspondències el coneixement de les quals es reservava per als savis i en la pràctica significava que saber escriure requeria nivells profunds del cos de coneixement (mitologia, tècnica, ciència, etc.) celta. Aquest costum continua fins al present: el nom de les lletres en irlandés modern encara és el nom d'arbres (i en la majoria corresponen als noms tradicionals).

## Lletres, els seus noms i significats
L'ús de l'ogam sembla haver estat considerat un secret, reservat quasi exclusivament per a comunicacions entre els "savis entre els savis" dels celtes (ja sigui els druides o els bards) perquè se suposava que donava accés a secrets profunds. Així, per exemple, fins i tot el nom de les lletres no és donat directament, si no amb una sèrie de kennings (coneixement o endevinalles) que dona a l'estudiant accés a aquest coneixement. Els kennings s'organitzen en Bríatharogam ('Ogam paraula') dels quals es coneixen tres exemples. Els "kenings" es donen en l'original irlandés, amb glossa catalana. A l'esquerra es dona, primer, la lletra que se suposa que hi correspon i, després, el nom. Aquests noms en la majoria són noms d'arbres.
Les cinc lletres del final de l'alfabet són les forfeda o lletres addicionals, desenvolupades molt posteriorment.
| Lletra | Lletra | Lletra    | Significat        | Bríatharogam Morainn mac Moín            | Bríatharogam Maic ind Óc                     | Bríatharogam Con Culainn                      |
| ------ | ------ | --------- | ----------------- | ---------------------------------------- | -------------------------------------------- | --------------------------------------------- |
| ᚁ      | B      | Beithe    | Bedoll            | féochos foltchain peu marcit amb pèl fi  | glaisem cnis la pell més grisa               | maise malach bellesa de la cella              |
| ᚂ      | L      | Luis      | Flama/herba       | lí súla lluentor de l'ull                | carae cethrae amic del bestiar               | lúth cethrae aliment del bestiar              |
| ᚃ      | F      | Fern      | Vern              | airenach fían avantguarda de guerrers    | comét lachta contenidor de llet              | dín cridi protecció del cor                   |
| ᚄ      | S      | Sail      | Salze             | lí ambi pal·lidesa d'algú sense vida     | lúth bech aliment d'abelles                  | tosach mela començament de la mel             |
| ᚅ      | N      | Nin       | Freixe            | costud síde establiment de la pau        | bág ban vanaglòria de dones                  | bág maise vanaglòria de la bellesa            |
| ᚆ      | H      | Úath      | Albespí           | condál cúan munió de gossades            | bánad gnúise pal·lidesa de cares             | ansam aidche més difícil a la nit             |
| ᚇ      | D      | Dair      | Roure             | ardam dosae l'arbre més alt              | grés sotaír habilitat de l'artesà            | slechtam sotaíre l'artesania més ben decorada |
| ᚈ      | T      | Tinne     | Grèvol            | trian roith un terç de la roda           | smiur gúaile el moll del carbó               | trian n-airm un terç d'una arma               |
| ᚉ      | C      | Coll      | Avellaner         | caíniu fedaib l'arbre més bell           | carae blóesc amic de les nous                | milsem fedo l'arbre més dolç                  |
| ᚊ      | Q      | Cert      | Pomer             | clithar baiscill refugi d'un [llunàtic?] | bríg anduini substància d'algú insignificant | dígu fethail borrissol de la roba             |
| ᚋ      | M      | Muin      | Vinya             | tressam fedmae el més fort en l'esforç   | árusc n-airlig proverbi de la matança        | conar gotha camí de la veu                    |
| ᚌ      | G      | Gort      | Heura             | milsiu féraib la pastura més dolça       | ined erc un lloc adient per a les vaques     | sásad ile aliment de multituds                |
| ᚍ      | GG     | Gétal     | Ginesta/falguera  | lúth llego aliment de sangonera          | étiud midach roba dels metges                | tosach n-échto començament de la matança      |
| ᚎ      | Z      | Straif    | Aranyoner         | tressam rúamnai el colorant més fort     | mórad rún augment de secrets                 | saigid nél cerca de núvols                    |
| ᚏ      | R      | Ruis      | Saüc              | tindem rucci el rubor més fort           | rúamnae drech enrogiment de cares            | bruth fergae brillantor de la ràbia           |
| ᚐ      | A      | Ailm      | Avet?/Pi?         | ardam íachta la queixa més forta         | tosach frecrai començament de resposta       | tosach garmae començament de l'avís           |
| ᚑ      | O      | Onn       | Freixe/Gatosa     | congnaid ech qui fereix els cavalls      | féthem sotaíre artesania més fina            | lúth fían [eina] de bandes de guerrers        |
| ᚒ      | U      | Úr        | Bruc              | úaraib adbaib en cases fredes            | sílad cland propagació de les plantes        | forbbaid ambí sudari d'algú sense vida        |
| ᚓ      | E      | Edad      | Àlber blanc       | érgnaid fid arbre amb enteniment         | commaín carat canvi d'amics                  | bráthair bethi (?) germà del bedoll (?)       |
| ᚔ      | I      | Idad      | Teix              | sinem fedo l'arbre més vell              | caínem sen l'ancià més bell                  | lúth lobair (?) energia del malalt (?)        |
| ᚕ      | EA     | Ébad      | ?                 | snámchaín feda la lletra que neda bé     | cosc lobair [advertiment?] del malalt        | caínem éco el peix més bell                   |
| ᚖ      | OI     | Óir       | Or?/Boneter?      | sruithem aicde substància venerable      | lí crotha esplendor de la forma              |                                               |
| ᚗ      | UI     | Uillenn   | Colze?/Xuclamel?  | túthmar fid arbre olorós                 | cubat oll gran colze/avantbraç               |                                               |
| ᚘ      | IO     | Iphín     | Espina?/Agrassó?  | milsem fedo arbre més dolç               | amram mlais sabor magnífic                   |                                               |
| ᚙ      | AE     | Emancholl | Avellana bessona? | lúad sáethaig queixa del malalt          | mol galraig queixa del malalt                |                                               |